# Bratčice (powiat Kutná Hora)
Bratčice – gmina w Czechach, w powiecie Kutná Hora, w kraju środkowoczeskim.
1 stycznia 2017 gminę zamieszkiwało 385 osób, a ich średni wiek wynosił 44,9 roku.